# Alain Dierkens
Pour les articles homonymes, voir Dierkens.
Alain Dierkens, né le 17 août 1953 à Uccle, est un historien médiéviste belge, professeur des universités à Université libre de Bruxelles de 1993 à 2018. Ses travaux sont d'abord consacrés au christianisme médiéval, avant de s'élargir à d'autres sujets.

## Biographie
Alain Dierkens est né à Uccle le 17 août 1953. Ses parents, Jean Dierkens et Nicole Dopchie, sont tous deux psychiatres. Alain Dierkens poursuit des études universitaires d'histoire et d'histoire de l'art et archéologie et obtient une licence dans chacune de ces disciplines, en 1975 en histoire et en 1977 en histoire de l'art et archéologie. Il devient ensuite aspirant au FNRS, pour mener à bien ses travaux de thèse. Il achève cette dernière en 1983. Elle s'intitule L’Implantation du christianisme dans les campagnes de l’Entre-Sambre-et-Meuse : abbayes et paroisses ((VIIe – XIe siècles).
Il effectue sa carrière à l'Université libre de Bruxelles, où il est d'abord nommé chef des travaux. Il devient professeur ordinaire des universités en 1993 et le reste jusqu'en 2018, année où il devient professeur émérite.
En 1985, Alain Dierkens publie la partie qu'il juge la meilleure de sa thèse sous le titre Abbayes et chapitres entre Sambre et Meuse: (VIIe – XIe siècles), dans la prestigieuse collection de l'Institut historique allemand de Paris, les Beihefte der Francia. Il y étudie les fondations et les débuts des abbayes de l'Entre-Sambre-et-Meuse fondées à l'époque mérovingienne (Moustier-sur-Sambre, Fosses, Lobbes, Malonne), sous les Carolingiens (Salles, Couvin) au Xe siècle (Hastière, Brogne, Waulsort) et au début du XIe siècle (Florennes et Walcourt),,,,.
Les autres parties de sa thèse nourrissent ses travaux ultérieurs. Ces derniers sont consacrés à de multiples sujets : le christianisme médiéval (le bâti religieux, les reliques, les miracles, les missions, la mort), l'histoire de l'alimentation, celle des animaux et celle de la franc-maçonnerie.
Il dirige la collection Problèmes d’études des religions (de 1991 à 2012) et la Revue belge de philologie et d'histoire,. Il préside la Société royale d'archéologie de Bruxelles à partir de 2010. Il est élu membre correspondant de l’Académie royale d'archéologie de Belgique en 2016, puis, en 2018, membre titulaire de la Classe des Lettres de l’Académie royale de Belgique,.

## Distinctions
Mélanges :
- Sylvie Peperstraete et Monique Weis (dir.), Des saints et des martyrs : Hommage à Alain Dierkens, Bruxelles, Éditions de l'Université de Bruxelles, 2018, 206 p. (ISBN 9782800416373, lire en ligne).
- Jean-Marie Duvosquel, Jean-Marie Sansterre, Nicolas Schroeder, Michel de Waha et Alexis Wilkin (dir.), Religion, animaux et quotidien au Moyen Âge: études offertes à Alain Dierkens à l'occasion de son soixante-cinquième anniversaire (Numéro spécial de la Revue belge de philologie et d'histoire, tome 96, fascicule 2), CReA-Patrimoine Le Livre Timperman, 2019, 1378 p. (ISBN 978-94-6136-068-7, lire en ligne).

## Principales publications

### Ouvrages personnels
- Les déclarations des biens du clergé régulier et séculier des Pays-Bas autrichiens (1786-1787) : Étude des registres 46764-46917 de la Chambre des Comptes (a. g. r.) du point de vue archivistique et institutionnel, Bruxelles, Archives générales du Royaume, coll. « Miscellanea Archivistica » (no 25), 1980, 122 p..
- Inventaire des cartes, plans et registres divers (fin XIXe siècle- début XXe siècle), versés par le Ministère de la Défense nationale, Bruxelles, Archives générales du Royaume, 1980, 55 p..
- Les deux cimetières mérovingiens de Franchimont (province de Namur) : Fouilles de 1877-1878, Namur, Musée archéologique, coll. « Documents inédits relatifs à l’archéologie de la région namuroise » (no 1), 1981, 166 p..
- Abbayes et chapitres entre Sambre et Meuse: (VIIe – XIe siècles) : Contribution à l'histoire religieuse des campagnes du Haut Moyen Age, Sigmaringen, J. Thorbecke, coll. « Beihefte der Francia » (no 14), 1985, 367 p. (ISBN 978-3-7995-7314-6, lire en ligne)[5],[6],[7],[8],[9].

### Direction d'ouvrages collectifs
- Alain Dierkens et Jean-Marie Duvosquel (dir.), Le culte de saint Hubert au Pays de Liège, Bruxelles-Saint-Hubert, Crédit Communal de Belgique-Centre P.-J. Redouté, coll. « Saint-Hubert en Ardenne. Art-Histoire-Folklore » (no 1), 1990, 144 p.[13].
- Alain Dierkens et Jean-Marie Duvosquel (dir.), Louise-Marie, élève de Redouté, et Léopold Ier en Ardenne, Bruxelles-Saint-Hubert, Crédit Communal de Belgique-Centre P.-J. Redouté, coll. « Saint-Hubert en Ardenne. Art-Histoire-Folklore » (no 2), 1991.
- Alain Dierkens (dir.), Apparitions et miracles, Bruxelles, Éditions de l’Université de Bruxelles, coll. « Problèmes d’Histoire des Religions » (no 2), 1991, 191 p.[14],[15],[16].
- Alain Dierkens et Jean-Marie Duvosquel (dir.), Villes et campagnes au Moyen Âge : Mélanges Georges Despy, Liège, Éditions du Perron, 1991, 837 p.[17],[18].
- Alain Dierkens et Jean-Marie Duvosquel (dir.), Le culte de saint Hubert en Namurois, Bruxelles-Saint-Hubert, Crédit Communal-, Centre Pierre-Joseph Redouté, coll. « Saint-Hubert. Art-Histoire-Folklore » (no 3), 1992, 159 p..
- Alain Dierkens (dir.), Le libéralisme religieux, Bruxelles, Éditions de l’Université de Bruxelles, coll. « Problèmes d’Histoire des Religions » (no 3}), 1992, 218 p.[19],[20].
- Alain Dierkens (dir.), Pluralisme religieux et laïcités dans l’Union européenne, Éditions de l’Université de Bruxelles, coll. « Problèmes d’Histoire des Religions » (no 5), 1994, 176 p..
- Alain Dierkens (dir.), Eugène Goblet d’Alviella, historien et franc-maçon, Bruxelles, Éditions de l’Université de Bruxelles, coll. « Problèmes d’Histoire des Religions » (no 6), 1995.
- Alain Dierkens, Jean-Marie Duvosquel, Klaus Freckmann et Norbert Kühn (dir.), Le culte de saint Hubert en Rhénanie. Die Verehrung des heiligen Hubertus im Rheinland, Bruxelles-Saint-Hubert, Crédit Communal -Centre Pierre-Joseph Redouté, coll. « Saint-Hubert en Ardenne. Art-Histoire-Folklore » (no 6), 1995, 205 p..
- Stéphane Lebecq, Alain Dierkens, Régine Le Jan et Jean-Marie Sansterre (dir.), Femmes et pouvoirs des femmes à Byzance et en Occident: (VIe – XIe siècles) : Colloque international organisé les 28, 29 et 30 mars 1996 à Bruxelles et Villeneuve d'Ascq, Université Charles de Gaulle- Lille 3, coll. « Centre de Recherche sur l'Histoire de l'Europe du Nord-Ouest » (no 19), 1999, 257 p. (ISBN 978-2-905637-35-2, lire en ligne).
- Alain Dierkens, Jean-Marie Duvosquel et Nathalie Nyst (dir.), L’ancienne église abbatiale de Saint-Hubert, Namur, Ministère de la Région Wallonne/DGATLP, coll. « Études et Documents. Monuments et Sites » (no 7), 1999.
- Alain Dierkens et Jean-Marie Sansterre (dir.), Voyages et voyageurs à Byzance et en Occident du VIe siècle au XIe siècle : Actes du colloque international organisé par la Section d'histoire de l'Université Libre de Bruxelles en collaboration avec le Département des Sciences Historiques de l'Université de Liège (5- 7 mai 1994), Liège, coll. « Bibliothèque de la Faculté de Philosophie et Lettres de l'Université de Liège » (no 278), 421 p.[21],[22].
- Alain Dierkens et Anne Morelli (dir.), «Sectes » et «hérésies » de l’Antiquité à nos jours, Bruxelles, Éditions de l’Université de Bruxelles, coll. « Problèmes d’Histoire des Religions » (no 12), 2002, 240 p. (ISBN 9782800413013, lire en ligne)[23].
- Alain Dierkens et Jacques Marx (dir.), La sacralisation du pouvoir : Images et mises en scène, Bruxelles, Éditions de l'Université de Bruxelles, coll. « Problèmes d'histoire des religions » (no 13), 2003 (ISBN 978-2-8004-1324-2, lire en ligne)[24],[25].
- Alain Dierkens et Benoît Beyer de Ryke (dir.), Maître Eckhart et Jan van Ruusbroec : Études sur la mystique «rhéno-flamande » (XIIIe – XIVe siècle), Bruxelles, Éditions de l’Université de Bruxelles, coll. « Problèmes d’Histoire des Religions » (no 14), 2004 (ISBN 9782800413471, lire en ligne).
- Alain Dierkens et Benoît Beyer de Ryke (dir.), Mystique : la passion de l’Un, de l’Antiquité à nos jours, Bruxelles, Éditions de l’Université de Bruxelles, coll. « Problèmes d’Histoire des Religions » (no 15), 2005, 244 p. (ISBN 9782800413655, lire en ligne)[26].
- Alain Dierkens, Frédéric Gugelot (dir.), Fabrice Preyat et Cécile Vanderpelen-Diagre, La croix et la bannière, l'écrivain catholique en francophonie, XVIIe – XXIe siècles, Éditions de l'Université de Bruxelles, coll. « Problèmes d'histoire des religions » (no 17), 2007, 234 p. (ISBN 978-2-8004-1403-4, lire en ligne)[27],[28].
- Alain Dierkens, Liliane Plouvier, Pierre Wynants et Yves Cousin, Festins mérovingiens, le Livre Timperman Association française d'archéologie mérovingienne, coll. « Mémoires », 2008, 240 p. (ISBN 978-90-77723-62-3 et 978-2-9524032-3-8)[29].
- Alain Dierkens et Anne Morelli (dir.), Topographie du sacré : L’emprise religieuse sur l’espace, Bruxelles, Éditions de l’Université de Bruxelles, coll. « Problèmes d’Histoire des Religions » (no 18), 2008, 255 p. (ISBN 9782800414331, lire en ligne)[30],[31].
- Alain Dierkens, Gil Bartholeyns et Thomas Golsenne (dir.), La performance des images, Bruxelles, Éditions de l'Université de Bruxelles, coll. « Problèmes d’Histoire des Religions » (no 19), 2010 (ISBN 9782800414744, lire en ligne)[32].
- Michèle Gaillard, Michel Margue, Alain Dierkens et Hérold Pettiau (dir.), De la mer du Nord à la Méditerranée: Francia Media, une région au coeur de l'Europe (c. 840-c. 1050) actes du colloque international (Metz, Luxembourg, Trèves, 8-11 février 2006), Luxembourg, CLUDEM, coll. « Publications du CLUDEM », 2011, 600 p. (ISBN 978-2-919979-20-2)[33],[34].
- Alain Dierkens, Sylvie Peperstraete et Cécile Vanderpelen-Diagre (dir.), Art et religion, Bruxelles, Éditions de l'Université de Bruxelles, coll. « Problèmes d'histoire des religions » (no 20), 2011, 224 p. (ISBN 978-2-8004-1501-7, lire en ligne).
- Alain Dierkens et Jean-Philippe Schreiber (dir.), Le blasphème: du péché au crime, Bruxelles, Éditions de l'Université de Bruxelles, coll. « Problèmes d'histoire des religions » (no 21), 2012, 176 p. (ISBN 978-2-8004-1520-8, lire en ligne)[35],[36].
- Alexis Wilkin, Alain Dierkens et Nicolas Schroeder (dir.), Penser la paysannerie médiévale, un défi impossible ? : Recueil d'études offert à Jean-Pierre Devroey, Paris, Éditions de la Sorbonne, coll. « Histoire ancienne et médiévale » (no 148), 2017, 419 p. (ISBN 979-10-351-0017-9 et 979-10-351-0134-3, DOI 10.4000/books.psorbonne.27926, lire en ligne).
- Florence Close, Alain Dierkens et Alexis Wilkin (Alexis) (dir.), Les Carolingiens dans le bassin mosan autour des palais de Herstal et de Jupille : Actes de la journée d’étude tenue à Herstal le 24 février 2014, Namur, Institut du Patrimoine wallon, 2017, 192 p.[37],[38],[39].
- Peter Scholliers, Alain Dierkens, Michèle Galand, Inge Geysen, Joeri Juanuarius, Koenraad Verboven et Viktoria von Hoffmann (dir.), Une histoire de la Belgique en 100 objets : De la préhistoire à nos jours, Bruxelles, Éditions Racine, 2024, 560 p. (ISBN 978-2-39025-223-8).